# Mengü Temür
Pour les articles homonymes, voir Temur.
Mengü Temür Ouzbek ou Möngke Temür (mongol : ᠮᠥᠩᠬᠡᠲᠡᠮᠦᠷ, VPMC : möngqetemür, cyrillique : Мөнхтөмөр, MNS : Mönkhtömör, littéralement : fer éternel), né vers 1242, mort en 1280) est le khan de la Horde d'or de 1266 ou 1267 à 1280. Il est aussi surnommé Kölüg, littéralement : cheval puissant ou le meilleur des khans.

## Biographie
Fils de Tütüqan; petit-fils de Batu et successeur de son grand-oncle Berké, il lui succède à sa mort à la fin de 1266 ou au début de 1267 et règne jusqu'en 1280. Il épouse Absh Khatun. Contrairement à Berke, Mengü n'est pas musulman.
Il poursuit la politique d'autonomisation de ses prédécesseurs. La Horde d’Or prend ses distances vis-à-vis des autres khanats gengiskhanides. Mengü Temür affirme son indépendance en faisant frapper des monnaies sur lesquelles figurent son nom au lieu de celui du grand khan. Il revendique une position de premier des khans de l'empire grâce à l'étendu de son ulus et de la puissance de son armée.  
Dans les guerres qui divisèrent les héritiers de Gengis Khan, il prit parti pour l'ogodaïde Qaïdu khan de l'Imil contre le djaghataïde Baraq khan du Turkestan (1267-1269) lors de la guerre entre Qaïdu et Kubilai. Mengü parvient à capturer Nomoghan, quatrième fils de Kubilaï comme monnaie d'échange. Il ne pousse cependant pas à la victoire totale de Qaïdu car il ne cherche qu'à garder l'accès commercial de l'Asie centrale et non à renverser le Grand Khan, cette alliance attise aussi l'opposition de l'Ilkhanide. 
Il renforce l’alliance avec les Mamelouks, les Seldjoukides et Byzance contre les il-qan. Il travaille avec les élites russes pour maintenir une présence légère et indirecte sur les principautés. À partir de Mengü, ce n'est plus les émissaires mongols qui perçoivent l'impôt mais les nobles locaux qui reversaient ensuite aux percepteurs mongols. Il renforça la position hiérarchique des boyards et des princes en échange de leur loyauté. Il obtient le soutien de l'Église en l'exemptant d'impôts et en exemptant de conscription les prêtres. Le Clergé orthodoxes en fut alors renforcé, surtout face aux catholiques et arméniens qui n'avaient pas ce statut. Face à la pression économique et militaire à l'ouest, la république de Novgorod se plaça sous la protection mongole dans les années 1270 tout en concluant un accord avec le grand prince de Vladimir, lui interdisant toute intervention dans la république mais en le reconnaissant comme suzerain. 
Mengü établi aussi une alliance avec la république de Gênes qui établi des comptoirs en Gazarie, à Caffa, Chimmero et Vosporo en 1281, en échange d'un tribut. De même, la République de Venise peut s'installer à Tana.
Le pouvoir du khanat de la Horde d’Or en Europe est entre les mains de Nogaï, qui mène la Horde dans les Balkans où elle exerce une gouvernance directe. Il s'agit alors de surveiller le Dniestr et le Danube et de permettre le campement d'hiver dans le Bujak.  
À sa mort, Khüinchi, puissant khan de la Horde blanche, et Nogaï renforcèrent leur influence et c'est ce dernier qui parvint à faire élire Tüda Mangü, frère de Mengü, mais faible politique.

## Famille

### Epouse et descendance
On lui connait huit épouses;
De son épouse principal Oljaitu Khatun, fille de Saljidai Küregen, un prince Khongirad, et de Kälmish Äkä (fille de Quduqtu), ont lui connait 12 enfants;
- Alkuy, (v.1255 - 1291), (premier fils);
- Toqtaï, (1256 - 12 Septembre 1312), Khan de la Horde d'or;
- Anna, (v.1260 - 1280), épouse de Fiodor le Noir;
- Tokhtay, (v.1263 - ?);
- Dudakan, (v.1265 - ?);
- Burlyuk, (v.1265 - 1310);
- Saray Buqa, (v.1265 - 1302);
- Mupasan, (v.1265 - 1291);
- Kadan, (v.1265/70- 1291);
- Kudukan, (v.1265/70 - 1291);
- Ali Ke'un, (v.1265/70 - 1340);
- Toghril Cha, (v.1270 - 1291);

#### Epouses secondaires
1. Sultan Khatun, issue de la maison aristocratique des Ushyn;
  - Tuda Khan, (v.1259 - ?);
  - Burkhuk, (v.1261 - ?);
2. Qutuqui Khatun, (v.1245 - ?), (origine inconnue);

#### Concubines
1. Yul Qutlun, fille d'Esen Timur, (fils Anbarchi, (frère de Mengu Temur));
  - Abatchin, (v.1257 - ?);
2. Holtu Khatun, (origine inconnue);
3. Cicek Khatun, (origine inconnue);
4. Tatayun Khatun, (origine inconnue);
5. Totlin Khatun, (origine inconnue);